# Honckenya peploides
Honckenya peploides — єдиний вид рослин роду Honckenya родини гвоздикових. Часто зустрічається назва «Honkenya». Циркумбореальний вид. Росте на березі моря.

## Морфологія
Рослина соковита і довголітня. Має невеликі зеленувато-білі квіти. Чоловічі квітки містять по 10 тичинок в пазухах листків.

## Використання
В їжу використовують як листя, так і насіння рослини. Пагони і листки багаті вітаміном А і вітаміном С і можуть використовуватися як зелений листовий овоч у сирому або вареному вигляді. Їх також можна ферментувати для приготування консервів, схожих на квашену капусту, а в Ісландії ферментують у сироватці для виробництва напою. Насіння невелике за розміром, збирання займає багато часу.